# Indis
Indis je izmišljen lik iz Tolkienove mitologije, serije knjig o Srednjem svetu britanskega pisatelja J. R. R. Tolkiena.
Je globoka vilinka in druga Finwëjeva žena. Imela sta dva sinova, Fingolfina in Finarfina in dve hčerki, Findis in Irimë. Bila je tudi mačeha Fëanorja. Po smrti moža se je vrnila med svetle viline. Njena mati je bila sestra Ingwëja, kralja svetlih vilinov.